# Helpt
Helpt est une ancienne municipalité allemande située dans le land de Mecklembourg-Poméranie-Occidentale et l'Arrondissement du Plateau des lacs mecklembourgeois.